# Idea Pieroni
Idea Pieroni (* 18. September 2002 in Barga) ist eine italienische Leichtathletin, die sich auf den Hochsprung spezialisiert hat.

## Sportliche Laufbahn
Erste internationale Erfahrungen sammelte Idea Pieroni im Jahr 2018, als sie bei den U18-Europameisterschaften in Győr mit übersprungenen 1,79 m den vierten Platz belegte. Anschließend startete sie bei den Olympischen Jugendspielen in Buenos Aires und gelangte dort auf Rang zehn. Im Jahr darauf belegte sie bei den U20-Europameisterschaften in Borås mit 1,80 m den achten Platz und 2021 gelangte sie bei den U20-Europameisterschaften in Tallinn mit 1,83 m auf den fünften Platz gelangte. Anschließend wurde sie bei den U20-Weltmeisterschaften in Nairobi mit 1,80 m Neunte. Im Jahr darauf gewann sie bei den U23-Mittelmeer-Meisterschaften in Pescara mit 1,82 m die Silbermedaille hinter ihrer Landsfrau Asia Tavernini. 2023 belegte sie bei den U23-Europameisterschaften in Tallinn mit 1,87 m den sechsten Platz und 2025 schied sie bei den Halleneuropameisterschaften in Apeldoorn mit 1,85 m in der Qualifikationsrunde aus. Kurz darauf belegte sie bei den Hallenweltmeisterschaften in Nanjing mit 1,89 m den achten Platz.
2024 wurde Pieroni italienische Meisterin im Hochsprung im Freien sowie 2025 in der Halle.